# Славяно-гръко-латинска академия
Гръко-латинската и славянска академия в Московското княжество, a по-късно и в Руското царство е първото официално учебно заведение в историята на Русия. 
Институцията сменя наименованието си няколко пъти след 1687, докато през 1775 е реорганизирана от Платон II Московски и отваря врати за ученици по църковна история, църковно право и иврит.
През периода 1685 – 1700 в Киев съществува гръко-латинска школа, ръководена от Петро Мохиля, която става модел за Московската академия. Счита се, че присъединяването на Левобрежна Украйна към Московското княжество води до централизация на теологическото образование.
Замислена и проектирана в края на 1670 от Петър Велики и Семьон Полоцки, академията е изградена от братята Лихуди с подкрепата на цар Фьодор III Алексеевич. Разположена е в Московския Богоявленски манастир. Академията има за цел да обучи не само руската църква, но в духа на Петровата политика за отваряне на Русия към западния свят да създаде и образован граждански елит. По подобие на учебната програма на Йезуитския орден в Академията се преподават граматика, поезия и реторика, философия и теология. През осемнадесети век чрез новия ректор Паладий Роговский в Академията проникват униатски влияния. Образователна политика се поддържа в хода на този период (1700 – 1775) с одобрението на образования държавен елит, сред които Степан Рязански и Петър I, а от 1701 се наемат преподаватели в Беларус и Украйна. След 1775 в академията се преопдават и светски науки като гражданска и църковна история, история на Руската църква, православния календар, съвременна физика, история на философията, медицината, пеене и модерни езици. Академията бавно се променя: все повече и повече студенти се подготвят за църковна кариера и в нея постъпват все по-малко аристократи.

През 1814 академията е преместена в Троице-Сергиевата лавра и се трансформира в Московска духовна академия под ръководството на Августин Московски.

## Известни преподаватели и възпитаници
- Михаил Ломоносов
- Антиох Кантемир
- Степан (Яворский), заместник на руския патриарх
- Теофилакт (Лопатински), теолог
- Братя Лихуди
- Николай Семьонов
- Фьодор Поликарпов
- Паладий Роговски
- Инокентий (Вениаминов), мисионер и владика на Иркутск (1680 – 1731)
- Евгений (Болховитинов), митрополит на Киев и Галиция (1767 – 1837)
- Фьодор Волков, актьор, основател на руския театър (1729 – 1763)
- Василий Тредиаковский, поет (1703 – 1769)
- Василий Петров, лекар (1761 – 1834)
- Степан Крашенинников, изследовател и географ (1711 – 1755)
- Василий Баженов, архитект (1737 – 1799)
- Карион Истомин, поет и преподавател (1640 – 1718)
- Антон Барсов, лингвист и философ (1730 – 1791)
- Алексей Барсов, литератор и педагог (1673 – 1736)
- Леонтий Магнитский, математик и педагог (1669 – 1739)

Повечето ректори през 18 век са били украинци. Включително:
Йоан (Козлович) е украински богослов, духовен писател.
Инокентий Кулчицки - епископ, мисионер.
Василий Ляшчевски е архим.
Теофилакт Лопатински - архиеп.
Вишневски Гедеон е архим.
Софроний Мигалевич е архим.

## Книгопис
- NICIK V. M., L'Académie slavo-gréco-latine et son rôle dans le développement de la philosophie russe des 17e et 18e siècles, Filosofs'ka i Sociologična Dumka – 1987, no2, p. 92 – 103 – ISSN – 5719 0130 – 5719
- Chrissidis, Nikolaos A. (2000). Creating the New Educated Elite: Learning and Faith in Moscow's Slavo-Greco-Latin Academy, 1685 – 1694. Ph.D. dissertation, Yale University, New Haven, CT.